# Mexican Juniors 2014
Das Mexican Juniors 2014 fand als bedeutendstes internationales Nachwuchsturnier von Mexiko im Badminton vom 3. bis zum 6. April 2014 in Puerto Vallarta statt. Es war die erste Auflage der Veranstaltung.

## Sieger und Platzierte
| Disziplin    | Gold                                           | Silber                        | Bronze                                                            |
| ------------ | ---------------------------------------------- | ----------------------------- | ----------------------------------------------------------------- |
| Herreneinzel | Rubén Castellanos                              | Mario Umaña                   | Diego Morales                                                     |
| Herreneinzel | Rubén Castellanos                              | Mario Umaña                   | Carlos Emanuelle Morales Corzo                                    |
| Dameneinzel  | Haramara Gaitan                                | Sabrina Solis                 | Monserrat Soto                                                    |
| Dameneinzel  | Haramara Gaitan                                | Sabrina Solis                 | Cecilia Garza                                                     |
| Herrendoppel | Daniel Martinez Gerson Quezada                 | Rubén Castellanos Mario Umaña | Miguel Caloca Andres Ramirez                                      |
| Herrendoppel | Daniel Martinez Gerson Quezada                 | Rubén Castellanos Mario Umaña | Iván León Bastián Lizama                                          |
| Damendoppel  | Haramara Gaitan Sabrina Solis                  | Sharon Diaz Valeria Reynoso   | Natalia Eyennidth Serna Leyva Vanessa Karimine Villalobos Vasquez |
| Damendoppel  | Haramara Gaitan Sabrina Solis                  | Sharon Diaz Valeria Reynoso   | Kackeline Aguilar Diana Zapata                                    |
| Mixed        | Carlos Emanuelle Morales Corzo Haramara Gaitan | Daniel Martinez Sabrina Solis | Gerson Quezada Valeria Reynoso                                    |
| Mixed        | Carlos Emanuelle Morales Corzo Haramara Gaitan | Daniel Martinez Sabrina Solis | Diego Morales Cecilia Garza                                       |